# 787 TCN
787 TCN là một năm trong lịch La Mã.